# フランツ・ロゴフスキ
フランツ・ロゴフスキ（Franz Rogowski、1986年2月2日 - ）はドイツの俳優。フライブルク・イム・ブライスガウ生まれ。

## 来歴
小児科医と助産師の息子としてテュービンゲン近郊の比較的裕福な家庭に育つ。 母方の祖父はドイツ産業連盟会長のミヒャエル・ロゴフスキ。 ダンスを学んだものの、卒業後はメッセンジャーになることを望んでいた。2007年より、ハンブルク・タリア劇場やシャウシュピールハウス・ハノーファー、シャウビューネ・アム・レーニナープラッツなどの劇場で活動を始め、ダンサー及び振付師、俳優として頭角を現す。
ロゴフスキは出生時口唇口蓋裂があり、手術により治療したものの、その影響で発音時にごく軽度の特徴を持つ。映画監督ヤコブ・ラスに見いだされ、2011年の『Frontalwatte』と2013年の『Love Steaks』に主演俳優として起用される。2015年には、ベルリン国際映画祭のコンペティション作品『ヴィクトリア』（ゼバスチャン・シッパー監督）に出演した。演劇の教育や訓練を全く受けたことがない独学の役者でありながら、ミュンヘン・カンマーシュピーレのアンサンブルメンバー（劇場専属俳優）となる。
2017年には、第70回カンヌ国際映画祭で初演されたミヒャエル・ハネケの長編映画『ハッピーエンド』でイザベル・ユペールの息子役を演じた。2018年には『Lux – Krieger des Lichts』（ダニエル・ヴィルト監督）、『希望の灯り』（監督）、『未来を乗り換えた男』（クリスチャン・ペッツォルト監督）でそれぞれ主役を演じた。後者2本は第68回ベルリン国際映画祭のコンペティション部門にノミネートされた。これらの活躍が評価されロゴフスキは同映画祭の『シューティング・スター賞』を受賞する。同年、『希望の灯り』での演技に対しドイツ映画賞で主演男優賞を受賞。

## 主な出演作品
- ヴィクトリア Victoria (2015)
- タイガー・ガール Tiger Girl (2017)
- ハッピーエンド Happy End (2017)
- 未来を乗り換えた男 Transit (2018)
- 希望の灯り In den Gängen (2018)
- 名もなき生涯 A Hidden Life (2019)
- 水を抱く女 Undine (2020)
- 大いなる自由 Große Freiheit (2021)
- フリークスアウト Freaks Out (2021)